# Victor von Reisner
Victor von Reisner (* 21. November 1860 Branjevina, Slawonien; † 1. Juni 1919 in Berlin) war ein deutsch schreibender österreichisch-ungarischer Journalist, Übersetzer und slawonischer Heimatschriftsteller.

## Leben
Victor von Reisner wurde am 21. November 1860 in der Nähe der Stadt Čepin geboren, weswegen er seinem Namen oft noch den Zusatz Čepinsky gab. Er war der zweite Sohn von Emerich und Marija von Reisner, deren Familie 1791 vom österreichischen Kaiser Leopold II. der Adelstitel verliehen worden war. Victor hatte noch einen älteren Bruder, Adam.
Victors Familie war wohlhabend und angesehen. Die Mutter kam aus einer reichen deutschen Familie. Victors Vater gehörte das Eisenwerk „Zum goldenen Anker“ in Osijek. 1856 gründete Emerich von Reisner die erste Streichholzfabrik Südeuropas.
Da Victor der zweite Sohn war und Adam die Fabrik erbte, war für ihn die Karriere in der Armee vorgesehen. Als junger Offizier nahm Reisner an der österreichischen Besetzung Bosniens 1878 teil. Doch seine Karriere in der Armee wurde durch eine ernsthafte Verletzung beendet und er widmete sich, zurück in Osijek, der Literatur und wurde Journalist, Schriftsteller und Übersetzer aus dem Französischen und dem Italienischen.
Victor begeisterte sich für die Ideen von Josip Juraj Strossmayer, der sich für die Förderung kroatischer Kunst einsetzte, im Gegensatz zu seinem Vater, der als germanophil galt. Da sich beider Ansichten nicht vereinbaren ließen, ging Victor 1885 nach Berlin um nie mehr nach Osijek zurückzukehren. Reisner schrieb zwar nicht in kroatischer Sprache, sondern auf Deutsch, fühlte sich aber stets seiner slawonischen Heimat verbunden. Zum Bruder Adam und der Mutter hielt er weiterhin Kontakt, letzterer widmete er auch seine Novellensammlung. Der Kontakt zum Vater zerbrach völlig.
In Berlin arbeitete Victor als Journalist und freier Schriftsteller. Er war auch Redakteur einiger Berliner Zeitschriften, wie z. B. „Berliner Beobachter“ und „Fröhliche Kunst“. 1890 heiratete er und blieb bis zu seinem Tod in Berlin. Victor von Reisner starb am 1. Juni 1919.

## Arbeit
Neben seiner Tätigkeit als Redakteur einiger Berliner Zeitschriften, versuchte sich Reisner als Schriftsteller, hatte aber weder in Deutschland noch in seiner Heimat Erfolg. In Kroatien wollte man sich damals vom ungarischen und deutschem Einfluss befreien. Da Reisners Werke jedoch auf Deutsch geschrieben waren, wurde er hier nicht gelesen. Dennoch benutzte er in seinen Geschichten typisch kroatische Ausdrücke, die für einen deutschen Leser verwirrend sein können. In Deutschland kam es nicht zum Durchbruch, weil seine Werke charakteristischer für die deutsche Literatur des 19. als des 20. Jahrhunderts waren. Er schrieb hauptsächlich über die dörfliche Mentalität in Slawonien, die Traditionen, über das Verhältnis von Stadt und Dorf, von Tradition und Moderne. Trotz seiner adeliger Abstammung, fühlte er sich dem Leben einfacher Leuten nahe. Er schrieb auch über das Leben der Juden in Kroatien, über die Vorbehalte und Vorurteile der Kroaten gegen ihre jüdischen Mitbürger. Er stellte das Leben und die bäuerlichen Moralvorstellungen kritisch dar. Sein Schreibstil ist realistisch und zugleich humoristisch. Reisner macht sich dabei nicht über die Bauern lustig, sondern zeigt ihre Naivität und ihre menschliche Beschränktheit, die sich in humoristisch geschilderten Szenen niederschlägt.
Seine Geschichten basieren oft auf wahren Begebenheiten, wie z. B. im Roman Mama Leichtsinn. Dort beschreibt er eine adelige Familie, doch er ändert den Ort des Geschehens und die Namen der Personen.

## Werke
- Juraj Dragutinovitsch. Roman aus der kroatischen Gesellschaft. S. Fischer, Berlin 1896
- Mein Herrenrecht. Kroatisch - slavon. Dorfgeschichten. Romanwelt, Berlin 1897
- Heißer Boden. Roman in zwei Büchern. Verlag Alfred Schall, Berlin 1901.
- Die Unschuld. Humorist. - satir. Zeitbilder. R. Eckstein Nachf., Berlin 1901
- Fröhliche Kunst. C. Messer, Berlin 1902
- Slavonische Dorfgeschichten. Novellensammlung. H.Costenoble, Berlin 1902
- Mama Leichtsinn. 2. Auflage. Verlag für moderne Literatur, Berlin 1904, 347 S.
- Ein angenehmes Erbe. Humoristischer Roman. C. Duncker, Berlin 1905, 477 S.
- Tolle Chosen!. Satirische Zeitbilder. Verlag für moderne Literatur, Berlin 1905, 128 S.

Außerdem schrieb Reisner auch Dramen, von denen nur die Komödie „Feudalherren“ von 1897 aufgeführt wurde.
- Feudalherren. Lustspiel in 3 Akten
- Rittmeister Hartring. Schauspiel in 3 Akten. Entsch, Berlin 1907, 67 S.
- Komödianten-Ehe. Satirische Komödie in 3 Akten